# Fabryka Schindlera

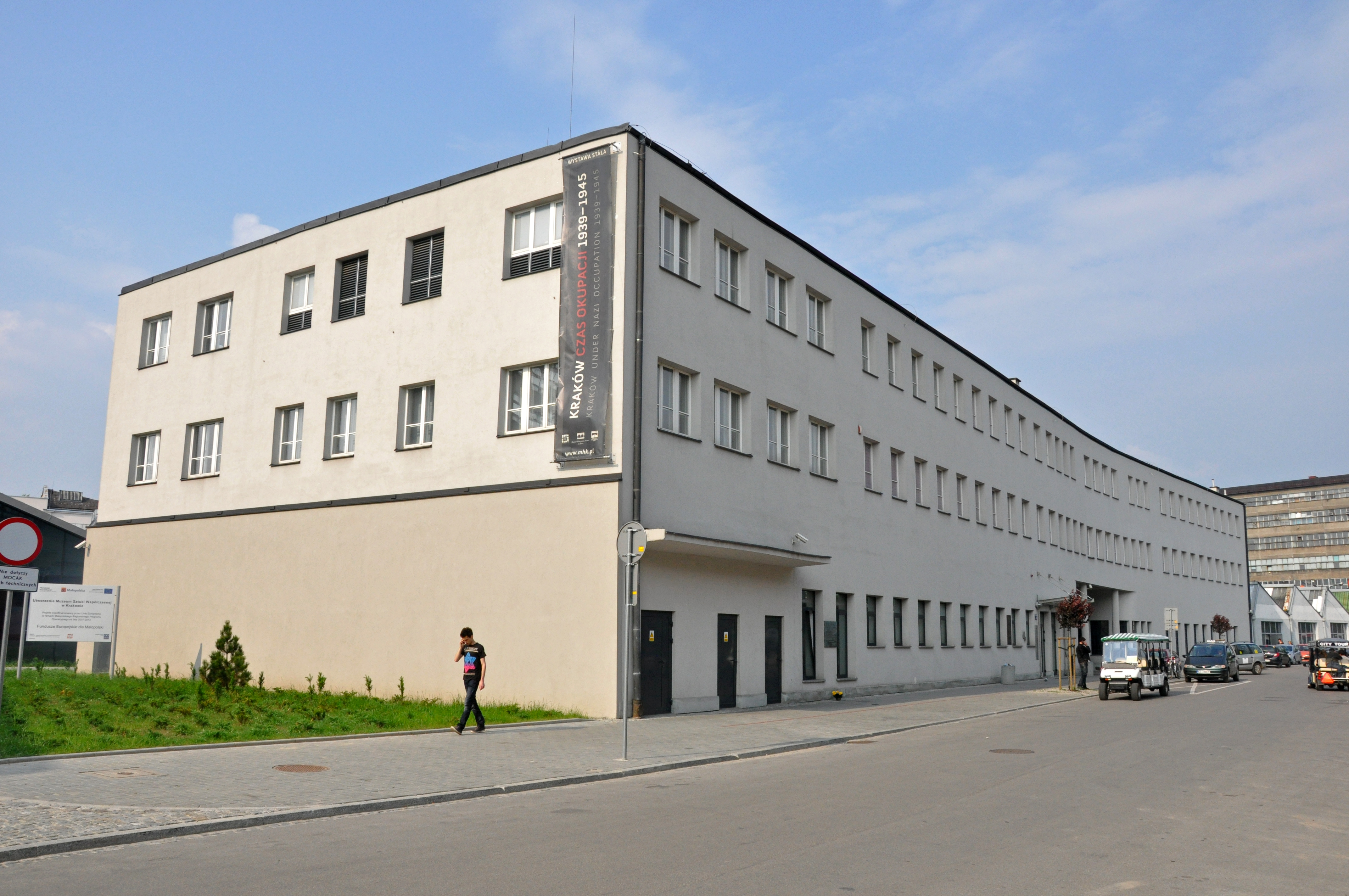
Schindlers emaillefabriek in 2011

Fabryka Schindlera, beter bekend als de Schindlerfabriek is een museum over Krakau gedurende de bezettingstijd door de nazi's tussen 1939 en 1945. Het is een van de locaties van het Muzeum Historyczne Miasta Krakowa. Het museum werd geopend in het najaar van 2008 en is gevestigd aan ulica Lipowa 4 (Lindenstraat 4) in Zablocie, de fabriekswijk van Krakau. Het museum is vernoemd naar Oskar Schindler, die tijdens de Tweede Wereldoorlog de eigenaar was van de fabriek.
Schindler werd beroemd om zijn inzet voor de joodse bevolking van Krakau. Zijn verhaal is in 1993 door Steven Spielberg verfilmd als Schindler's List.

## Permanente collectie
Krakau tijdens de nazibezetting 1939-1945 (Kraków czas okupacji 1939–1945) is de permanente collectie van het museum en is sinds 11 juni 2010 in haar huidige vorm te zien in het voormalige administratieve deel van het complex aan de Lipowa. De expositie is volledig gewijd aan de levensverhalen van de joodse inwoners van Krakau gedurende de Tweede Wereldoorlog, verdeeld over verschillende ruimtes in het complex. Het voormalige kantoor van Oskar Schindler is nog in originele staat en onveranderd gebleven sinds zijn vertrek uit het gebouw. Deze ruimte is dan ook volledig aan de beroemde eigenaar gewijd.
Het overgrote gedeelte van de collectie bestaat uit foto’s, ooggetuigenverslagen, documentaires en andere audiovisuele presentaties. De expositie is opgedeeld in verschillende chronologische tijdsvakken die per ruimte de situatie voor joodse (getto)bewoners per periode presenteert. Tegelijkertijd zijn er ter ondersteuning van de historische beleving verschillende historische plekken binnen de permanente tentoonstelling gecreëerd, zoals een doorsnee woonkeuken, een fotowinkel en een tramcoupé. In totaal telt het museum 45 expositieruimtes, 30 interactieve touchscreens, 70 soundtracks, meer dan 100 ooggetuigenverslagen en 15 videoprojecties. Het museum wordt ook wel de “Fabriek der herinnering” (Fabryka pamięci) genoemd. Een bijnaam die levendig gehouden dient te worden door de zojuist beschreven, uitgebreide collectie.

## Geschiedenis van het gebouw
Het fabrieksgebouw werd in maart 1937 opgeleverd en kort in gebruik genomen door de Fabriek voor Touw, Netten en IJzeren Producten (Fabryka Drutu i Siatek i Wyrobów Żelaznych) waarna het al snel doorverkocht werd aan Michal Gutman, Izrael Kohn en Wolf Glajtman, drie joodse zakenmannen. Aldaar vestigden zij de Eerste Fabriek voor Geëmailleerde en Tinnen Onderdelen in de Malopolskaregio “Rekord” (Pierwsza Małopolska Fabryka Naczyń Emaliowanych i Wyrobów Blaszanych “Rekord”), vaak simpelweg aangeduid als de Rekordfabriek. Het lukte de mannen in korte tijd verschillende andere aangrenzende fabriekspanden toe te eigenen, waardoor de hoofdingang van de Rekordfabriek aan de Tadeusza Romanowicza kwam te liggen, net om de hoek bij het huidige museum.
Naarmate het voor joden steeds lastiger leefbaar werd in Polen, daalden ook de inkomsten van de fabriek. In juni 1939, drie maanden voor het uitbreken van de Tweede Wereldoorlog, werd Rekord bankroet verklaard. Het fabriekscomplex kwam onder toezicht van de regionale overheid te staan, tot Oskar Schindler, NSDAP-lid en Abwehragent, het op 15 januari 1940 opkocht. Schindler veranderde de naam in Duitse Emaillewarenfabriek (Deutsche Emaillewarenfabrik), wat beter bekend kwam te staan als DEF. In 1942 waren de onderhandelingen definitief rond en werd Schindler officieel de rechtmatige eigenaar van het fabriekscomplex.
DEF bleef op dezelfde manier als gedaan werd voor de oorlog emaillewerk produceren. Een van de grootste veranderingen die echter plaatsvond onder het bewind van Schindler, was het vervangen van het Poolse personeel door goedkopere Joodse arbeidskrachten. Rond 1944 werkten er 1100 Joden in Schindler’s fabriek. Dit werd mogelijk gemaakt door een overeenkomst die Schindler gesloten had met de SS, waardoor zijn werknemers werden beschermd tegen deportaties naar werk- en vernietigingskampen. Toen tegen het einde van de oorlog de Russische geallieerde troepen steeds dichter de stad naderden en het Duitse regime uit wanhoop meer en meer vernielingen aanstichtten, besloot Schindler zijn personeel te evacueren naar Brünnlitz (het huidige Brněnec in Tsjechië). De werkzaamheden in Krakau werden hierdoor gestaakt.
Twee jaar na het einde van de Tweede Wereldoorlog werd de fabriek genationaliseerd. Vanaf 1948 werd het complex in gebruik genomen door Telpod, een telecommunicatiebedrijf, dat hier zou blijven tot 2002. In 2005 werd het fabrieksterrein vervolgens eigendom van de stad Krakau, waarna er in 2007 besloten werd dat het terrein zijn huidige functie als museum zou verkrijgen.